# Bocas De Fresa
Bocas De Fresa es un álbum recopilatorio de varios artistas perteneciente a la colección de CD Los Discos De La Luna, editado en 1999, está compuesto por 12 canciones, perteneciente a la compañía discográfica PolyMedia, y el álbum trata de Voces Femeninas Del Pop-Rock, en la portada del álbum se refleja la imagen de unos labios rosas.

## Prólogo
En el libreto interior del álbum se visualiza el texto del prólogo :
Un Bodegón De Voces Afrutadas
Las voces femeninas siempre han tenido mucho que decir en la música española. Desde las más rancias tonadilleras hasta los grupos de la última vanguardia, las señoras han sido plato principal de los sonidos que alimentan nuestro espíritu. Voces susurrantes y autoritarias, voces que camelan o que truenan, que seducen o que imponen, dulces o amargas, voces de mujeres que claman al cielo y al infierno.
En el bodegón de féminas que ofrecemos tienen cabida todo tipo de frutos. Aurora, heredera del sonido Caño Roto, nos da unos Besos De Caramelo que saben a la mejor rumba flamenca, con la firma de los hermanos Carmona (Ketama) debajo. Lucrecia, quien llevara la voz cantante en el mítico grupo Anacaona viene a contarnos los sueños de la cubanía de ahora mismo : Un Carro, Una Casa, Una Buena Mujer. Aurora Beltrán, líder de Tahúres Zurdos, se expresa con el lenguaje guitarrero del rock más recio en Tocaré, la polifacética Alaska da un Salto Mortal con su penúltimo intento, Fangoria. Martirio reinventa la copla y la pone al día con canciones de realismo ácido como Separada Sin Paga. Recordaremos los momentos dulces del pop nacional con los primeros Olé Olé de Vicky Larraz y su No Controles. También están presentes otros grupos con chica al frente, como es el caso de Los Romeos - Mi Vida Rosa, Greta y los Garbo - Menuda fiesta, o Rubí y los Casinos - Te Podría Besar (Pero No Debo). Reconvertida en solista de abundante tronío, Marta Sánchez representa la canción pasional Desesperada. Terminamos el recorrido con ese dúo impagable que forman Gloria Van Aerssen y Carmen Santonja, Vainica Doble para la eternidad, y un homenaje a un eterno perdedor Pobrecito Satanás.
Especialidad De La Casa
Voz nueva, fresca, rotunda y rebosante de Buen Rollo, Amparanoia es un auténtico ventarrón que sopla en los oídos sin prejuicios. Su Buen Rollito, compuesto a medias con Manu Chao, es una de las mejor destiladas muestras de ese mestizaje hispano, a caballo entre la ranchera y la rumba, con vocación de música popular para este alborotado fin de siglo...

## Canciones
| N.º | Título                                | Intérprete         | Duración |  |
| 1.  | «Buen rollito»                        | Amparanoia         |          |  |
| 2.  | «Besos de caramelo»                   | Aurora             |          |  |
| 3.  | «Un carro, una casa, una buena mujer» | Lucrecia           |          |  |
| 4.  | «Tocaré»                              | Tahúres Zurdos     |          |  |
| 5.  | «Salto mortal»                        | Fangoria           |          |  |
| 6.  | «Separada sin paga»                   | Martirio           |          |  |
| 7.  | «No controles»                        | Olé Olé            |          |  |
| 8.  | «Mi vida rosa»                        | Los Romeos         |          |  |
| 9.  | «Menuda fiesta»                       | Greta Y Los Garbo  |          |  |
| 10. | «Te podría besar (pero no debo)»      | Rubí Y Los Casinos |          |  |
| 11. | «Desesperada»                         | Marta Sánchez      |          |  |
| 12. | «Pobrecito Satanás»                   | Vainica Doble      |          |  |